# Lotus T128
Lotus T128 — гоночний автомобіль з відкритими колесами, спроектований і побудований малайзійською командою Team Lotus для участі в сезоні 2011 року.

## Історія виступів
Команда представила машину 31 січня 2011 року. Презентація була віртуальною: фотографії T128 з'явилися у спеціальному випуску онлайн-журналу Team Lotus Notes. Замість торішнього мотора Cosworth на шасі встановлений двигун Renault RS27 специфікації 2011 року. Також команда отримала в своє розпорядження коробку передач Red Bull.
Конструктори команди вирішили відмовитися від системи KERS на початку сезону.
Дебют машини відбувся 2 лютого 2011 року на трасі імені Рікардо Тормо у Валенсії.